# Les Citrons
Les Citrons est un tableau réalisé par le peintre français Henri Matisse en 1914. Cette huile sur toile est une nature morte représentant notamment des citrons dans un compotier. Elle est aujourd'hui conservée au Rhode Island School of Design Museum à Providence, aux États-Unis.

## Expositions
- Apollinaire, le regard du poète, musée de l'Orangerie, Paris, 2016 — n°80.